# Sekayun
Sekayun is een bestuurslaag in het regentschap Bengkulu Tengah van de provincie Bengkulu, Indonesië. Sekayun telt 1135 inwoners (volkstelling 2010).